# Paroisse Saint-Henri-Dorie-en-Talmondais
La paroisse Saint-Henri-Dorie-en-Talmondais est l’une des 59 paroisses du diocèse de Luçon, dans le département de la Vendée). Elle regroupe les communes de Grosbreuil, Poiroux et Talmont-Saint-Hilaire (chef-lieu paroissial et doyennal).
| Commune               | Édifice |
| --------------------- | --- |
| Grosbreuil            | Église Saint-Nicolas |
| Poiroux               | Église Saint-Eutrope |
| Talmont-Saint-Hilaire | Église Saint-Pierre de Talmont Église Saint-Hilaire de Saint-Hilaire-de-Talmont Église Notre-Dame de Bourgenay Presbytère de Talmont-Saint-Hilaire |

## Origine du nom
Le nom de la paroisse provient d'un saint canonisé par le pape Jean-Paul II lors de son voyage à Séoul, le 6 mai 1984. Saint Henri Dorie est originaire de la commune. Sa maison natale, près du port de la Guittière, se visite l'été.